# Relações exteriores da Eslováquia
A Eslováquia é membro da União Europeia desde 2004. Tem sido um participante ativo em ações militares dos Estados Unidos e da OTAN. Há uma força de manutenção de paz conjunta Tcheca-eslovaca em Kosovo. Após os ataques de 11 de setembro de 2001 nos EUA, o governo abriu seu espaço aéreo para os aviões da coalizão.
Eslováquia é um membro das Nações Unidas e participa de suas agências especializadas. É membro da Organização para a Segurança e Cooperação na Europa (OSCE), a Organização Mundial do Comércio (OMC), e a OECD. Também faz parte do Grupo de Visegrád (Eslováquia, Hungria, República Tcheca, e Polônia), um fórum para discutir áreas de preocupação comum. A Eslováquia e a República Tcheca entraram em uma união aduaneira após a divisão da Tchecoslováquia em 1993, o que facilitou um relativamente livre fluxo de mercadorias e serviços. A Eslováquia mantém relações diplomáticas com 134 países. Há 44 embaixadas e 35 consulados honorários em Bratislava.